# Новопавловск
Новопавловск (рус. Новопавловск) град је у Русији у Ставропољском крају.

## Становништво
| 1939. | 1959. | 1979.  | 1989.  | 2002.  | 2010.  |
| ----- | ----- | ------ | ------ | ------ | ------ |
| 6.400 | 7.938 | 13.542 | 18.588 | 23.235 | 26.562 |